# Serie B AIFA 1985
La Serie B AIFA 1985 è stata la seconda edizione del secondo livello del campionato italiano di football americano, organizzato dall'Associazione Italiana Football Americano.

## Regular season

### Classifica

#### Girone Ovest
| Pos. | Squadra                            | %V   | G  | V | N | P  | PF  | PS  |
| ---- | ---------------------------------- | ---- | -- | - | - | -- | --- | --- |
| 1    | Mastini Ivrea                      | .750 | 10 | 7 | 1 | 2  | 246 | 76  |
| 2    | Saint George's Knights Alessandria | .750 | 10 | 7 | 1 | 2  | 197 | 152 |
| 3    | Gators Torino                      | .650 | 10 | 6 | 1 | 3  | 228 | 119 |
| 4    | Blackreds Aosta                    | .350 | 10 | 3 | 1 | 6  | 124 | 147 |
| 5    | Pirates Varazze                    | .300 | 10 | 3 | 0 | 7  | 98  | 175 |
| 6    | Etruschi Livorno                   | .000 | 10 | 0 | 0 | 10 | 20  | 244 |

#### Girone Est
| Pos. | Squadra                  | %V   | G  | V | N | P  | PF  | PS  |
| ---- | ------------------------ | ---- | -- | - | - | -- | --- | --- |
| 1    | Saints Padova            | .850 | 10 | 8 | 1 | 1  | 323 | 121 |
| 2    | Bears Merano             | .600 | 10 | 6 | 0 | 4  | 245 | 172 |
| 3    | Fighters Pordenone       | .550 | 10 | 5 | 1 | 4  | 177 | 147 |
| 4    | Green Machine Grisignano | .550 | 10 | 4 | 3 | 3  | 142 | 86  |
| 3    | Virgilio Mantova         | .450 | 10 | 4 | 1 | 5  | 149 | 158 |
| 6    | Zebre Udine              | .000 | 10 | 0 | 0 | 10 | 53  | 405 |

#### Girone Nord
| Pos. | Squadra              | %V   | G  | V | N | P | PF  | PS  |
| ---- | -------------------- | ---- | -- | - | - | - | --- | --- |
| 1    | Vikings Bollate      | .700 | 10 | 7 | 0 | 3 | 192 | 114 |
| 2    | Red Devils Como      | .550 | 10 | 5 | 1 | 4 | 166 | 158 |
| 3    | Steel Tigers Brescia | .500 | 10 | 5 | 0 | 5 | 115 | 121 |
| 4    | Maddogs Milano       | .450 | 10 | 4 | 1 | 5 | 113 | 139 |
| 5    | Steelmen Legnano     | .450 | 10 | 4 | 1 | 5 | 117 | 191 |
| 6    | Seahawks Bellusco    | .350 | 10 | 3 | 1 | 6 | 125 | 104 |

#### Girone Centro Sud
| Pos. | Squadra          | %V   | G  | V | N | P | PF  | PS  |
| ---- | ---------------- | ---- | -- | - | - | - | --- | --- |
| 1    | Gladiatori Roma  | .900 | 10 | 9 | 0 | 1 | 245 | 32  |
| 2    | Crabs Pescara    | .800 | 10 | 8 | 0 | 2 | 223 | 57  |
| 3    | Dolphins Ancona  | .650 | 10 | 6 | 1 | 3 | 244 | 71  |
| 4    | Trucks Napoli    | .350 | 10 | 3 | 1 | 6 | 140 | 159 |
| 5    | Cannons Roma     | .200 | 10 | 2 | 0 | 8 | 58  | 263 |
| 6    | Yankees Macerata | .100 | 10 | 1 | 0 | 9 | 37  | 365 |

## Playoff
Accedono ai playoff le prime di ogni girone.
|  | Semifinali | Semifinali      | Semifinali |                 |     | Finale          | Finale | Finale |  |
|  |            |                 |            |                 |     |                 |        |        |  |
|  | 1CS        | Gladiatori Roma | 13         |                 |     |                 |        |        |  |
|  | 1CS        | Gladiatori Roma | 13         |                 |     |                 |        |        |  |
|  | 1E         | Saints Padova   | 6          |                 |     |                 |        |        |  |
|  | 1E         | Saints Padova   | 6          |                 | 1CS | Gladiatori Roma | 14     |        |  |
|  |            |                 |            |                 | 1CS | Gladiatori Roma | 14     |        |  |
|  |            |                 | 1N         | Vikings Bollate | 15  |                 |        |        |  |
|  | 1O         | Mastini Ivrea   | 1N         | Vikings Bollate | 15  | 14              |        |        |  |
|  | 1O         | Mastini Ivrea   |            |                 |     |                 |        |        |  |
|  | 1N         | Vikings Bollate | 15 ot      |                 |     |                 |        |        |  |

### I SilverBowl
Il I SilverBowl si è disputato domenica 30 giugno 1985 allo Stadio Alberto Braglia di Modena, davanti a 1.000 spettatori. L'incontro è stato vinto dai Vikings Bollate sui Gladiatori Roma con il risultato di 15 a 14.

## Verdetti
- Vikings Bollate vincitori del SilverBowl I e promossi in serie A.
- Yankees Macerata, Zebre Udine, Seahawks Bellusco, Etruschi Livorno retrocessi in serie C.
- Black Knights Rho, Climbers Predazzo, Redskins Verona, Riders Milano retrocessi dalla serie A.
- Chiefs Ravenna, Lancieri Novara, Pharaones Garbagnate, Seagulls Salerno e Roosters Bari, promosse dalla serie C.